# جورج باباس (لاعب البولنغ)
جورج باباس (بالإنجليزية: George N. Pappas)‏ هو لاعب البولنغ ‏ أمريكي، ولد في 3 يناير 1947.